# Ciro Alegría
Ciro Alegría Bazán (Sartimbamba, La Libertad, 4 de novembro de 1909, Chaclacayo, Lima, 17 de fevereiro de 1967) foi um escritor, político e jornalista peruano.

## Vida
Ele é um dos principais representantes da narrativa indigenista, marcada pela crescente conscientização sobre o problema da opressão dos povos indígenas e pelo desejo de dar a conhecer essa situação, cujas obras representativas são os chamados “romances da terra”.. Nesse sentido, é autor de:  La serpiente de oro (1935), Los perros hambrientos (1939) y El mundo es ancho y ajeno (1941), sua obra-prima e um dos romances mais notáveis da literatura latino-americana, com inúmeras edições e traduzido em vários idiomas.
Independentemente de seus méritos literários, Alegría é lembrada por sua qualidade humana e sua bonomia, salpicada de um humor muito peculiar. Filho de latifundiários, desde criança convivia com o pessoal encarregado das atividades agrícolas. Seus grandes romances indígenas nasceram das lembranças de sua infância e das histórias que ouvia. De seus pais recebeu uma educação liberal, que contrastava com o ambiente em que cresceu. Ciro Alegría é um dos representantes mais destacados do Grupo Norte que surgiu na primeira metade do século XX na cidade de Trujillo.

## Publicações
Além dos romances e contos que Ciro Alegría publicou durante sua vida, deve-se notar que, fruto da intensa atividade política e jornalística que ocupou grande parte de sua vida, a maior parte de sua produção escrita encontra-se em diferentes jornais da época, e mesmo não existe um estudo sistemático que o colete. Por outro lado, uma parte significativa da obra de Ciro Alegría (romance curto, fragmentos de romances, contos, memórias, etc.) foi publicada após sua morte por sua viúva Dora Varona.
Em vida, Alegría publicou as seguintes obras:
- La serpiente de oro (Santiago de Chile, Editorial Nascimento, 1935)
- Los perros hambrientos (Santiago de Chile, Editorial Zig Zag, 1939)
- La leyenda del nopal (Santiago de Chile, Editorial Zig Zag, 1940)
- El mundo es ancho y ajeno (Santiago de Chile, Editorial Ercilla, 1941)
- Las aventuras de Machu Picchu (1950).
- Duelo de caballeros (Lima, Populibros, 1962)

Após sua morte e com base em escritos inseridos na imprensa periódica ou manuscritos inéditos, sua viúva Dora Varona editou as seguintes obras:
- Panki y el guerrero (Lima, 1968)
- Gabriela Mistral íntima (Lima, Editorial Universo, 1969)
- Sueño y verdad de América (Lima, Editorial Universo, 1969)
- La ofrenda de piedra (Lima, Editorial Universo, 1969)
- Siempre hay caminos (Lima, Editorial Universo, 1969)
- El dilema de Krause (Lima, Ediciones Varona, 1969)
- La revolución cubana: un testimonio personal (Lima, Editorial PEISA, 1971)
- Lázaro (Buenos Aires, Editorial Losada, 1973)
- Mucha suerte con harto palo (Buenos Aires, Editorial Losada, 1976)
- Siete cuentos quirománticos (Lima, Ediciones Varona, 1978)
- El sol de los jaguares (Lima, Editorial Varona, 1979)
- Fábulas y leyendas americanas (Madri, Editorial Espasa-Calpe, 1982).

Mais tarde, Varona publicou uma série de seleções de lendas e histórias (muitas delas de El mundo es ancho y alien) para crianças e jovens, uma série que consiste em:
- Sueño y verdad de América (Madri, Alfaguara, 1985).
- Fitzcarraldo, el dios del oro negro (Madrid, Alfaguara, 1986)Sacha en el reino de los árboles (Madri, Alfaguara, 1986)
- Nace un niño en los Andes (Madri, Alfaguara, 1986)
- Once animales con alma y uno con garras (Madri, Alfaguara, 1987)
- El ave invisible que canta en la noche (Madri, Alfaguara, 1989)
- Mi alforja de caminante (Lima, Editorial Norma, 2007)
- El zorro y el conejo (Lima, Editorial Norma, 2008).